# Chaqar Shīr Mellī
Chaqar Shīr Mellī (persiska: Chaqar Shīr Melī, چقر شير ملی) är en ort i Iran.   Den ligger i provinsen Golestan, i den norra delen av landet, 400 km öster om huvudstaden Teheran. Chaqar Shīr Mellī ligger 184 meter över havet och antalet invånare är 742.
Terrängen runt Chaqar Shīr Mellī är varierad.Runt Chaqar Shīr Mellī är det ganska glesbefolkat, med 48 invånare per kvadratkilometer. Närmaste större samhälle är Kalāleh, 4,6 km nordväst om Chaqar Shīr Mellī. I omgivningarna runt Chaqar Shīr Mellī växer i huvudsak blandskog.